# Cúp Hoàng hậu
Đại hội giải vô địch bóng đá nữ toàn Nhật Bản (皇后杯全日本女子サッカー選手権大会 Kōgōhai Zen Nippon Joshi Sakkaa Senshuken Taikai), hay Cúp Hoàng hậu, tên tiếng Anh là Empress's Cup, là một giải đấu cúp bóng đá nữ Nhật Bản. Giải đấu được coi là phiên bản nữ của Cúp Hoàng đế. Tên gọi "Empress's Cup" được sử dụng từ mùa 2012.
Từ mùa 2004 tới 2011 (Ngày đầu năm 2005 tới 2012), trận chung kết của giải được diễn ra vào ngày đầu tiên của năm mới tại Sân vận động Olympic Quốc gia Tokyo trước khi trận chung kết Cúp Hoàng đế. Kể từ năm 2012, trận chung kết được tổ chức riêng rẽ so với trận chung kết của nam.

## Các đội vô địch
| Năm  | Vô địch                           | Kết quả       | Á quân                            |
| ---- | --------------------------------- | ------------- | --------------------------------- |
| 1979 | F.C. Jinnan                       | 2–1           | Takatsuki F.C. Ladies             |
| 1980 | Shimizu Dai-hachi S.C.            | 2–0           | F.C. Jinnan                       |
| 1981 | Shimizu Dai-hachi S.C.            | 6–0           | F.C. PAF                          |
| 1982 | Shimizu Dai-hachi S.C.            | 6–0           | F.C. Jinnan                       |
| 1983 | Shimizu Dai-hachi S.C.            | 2–0           | Takatsuki F.C. Ladies             |
| 1984 | Shimizu Dai-hachi S.C.            | 4–0           | Takatsuki F.C. Ladies             |
| 1985 | Shimizu Dai-hachi S.C.            | 5–1           | Takatsuki F.C. Ladies             |
| 1986 | Shimizu Dai-hachi S.C.            | 1–0           | Yomiuri S.C. Ladies Beleza        |
| 1987 | Yomiuri S.C. Ladies Beleza        | 2–0           | Shimizu Dai-hachi S.C.            |
| 1988 | Yomiuri S.C. Ladies Beleza        | 2–0           | Takatsuki F.C. Ladies             |
| 1989 | Takatsuki F.C. Ladies             | 1–0           | Shimizu F.C. Ladies               |
| 1990 | Nikko Securities Dream Ladies     | 3–3 (4–1 pen) | Suzuyo Shimizu F.C. Lovely Ladies |
| 1991 | Suzuyo Shimizu F.C. Lovely Ladies | 0–0 (3–1 pen) | Yomiuri S.C. Ladies Beleza        |
| 1992 | Nikko Securities Dream Ladies     | 1–0           | Yomiuri S.C. Ladies Beleza        |
| 1993 | Yomiuri S.C. Ladies Beleza        | 2–0           | Prima Ham F.C. Kunoichi           |
| 1994 | Prima Ham F.C. Kunoichi           | 4–1           | Nikko Securities Dream Ladies     |
| 1995 | Fujita Soccer Club Mercury        | 3–2           | Yomiuri-Seiyu Beleza              |
| 1996 | Nikko Securities Dream Ladies     | 3–0           | Yomiuri-Seiyu Beleza              |
| 1997 | Yomiuri-Seiyu Beleza              | 1–0           | Prima Ham F.C. Kunoichi           |
| 1998 | Prima Ham F.C. Kunoichi           | 1–0           | Nikko Securities Dream Ladies     |
| 1999 | Tasaki Perule F.C.                | 0–0 (4–2 pen) | Prima Ham F.C. Kunoichi           |
| 2000 | NTV Beleza                        | 2–1           | Tasaki Perule F.C.                |
| 2001 | Iga F.C. Kunoichi                 | 2–1 (a.e.t.)  | Tasaki Perule F.C.                |
| 2002 | Tasaki Perule F.C.                | 1–0           | NTV Beleza                        |
| 2003 | Tasaki Perule F.C.                | 2–2 (5–3 pen) | NTV Beleza                        |
| 2004 | NTV Beleza                        | 3–1           | Saitama Reinas F.C.               |
| 2005 | NTV Beleza                        | 4–1           | Tasaki Perule F.C.                |
| 2006 | Tasaki Perule F.C.                | 2–0           | Okayama Yunogo Belle              |
| 2007 | NTV Beleza                        | 2–0           | Tasaki Perule F.C.                |
| 2008 | NTV Beleza                        | 4–1           | INAC Leonessa                     |
| 2009 | NTV Beleza                        | 2–0           | Urawa Red Diamonds Ladies         |
| 2010 | INAC Kobe Leonessa                | 1–1 (3–2 pen) | Urawa Red Diamonds Ladies         |
| 2011 | INAC Kobe Leonessa                | 3–0           | Albirex Niigata Ladies            |
| 2012 | INAC Kobe Leonessa                | 1–0           | JEF United Ichihara Chiba Ladies  |
| 2013 | INAC Kobe Leonessa                | 2–2 (4–3 pen) | Albirex Niigata Ladies            |
| 2014 | NTV Beleza                        | 1–0           | Urawa Red Diamonds Ladies         |
| 2015 | INAC Kobe Leonessa                | 1–0           | Albirex Niigata Ladies            |
| 2016 | INAC Kobe Leonessa                | 0–0 (5–4 pen) | Albirex Niigata Ladies            |
| 2017 | NTV Beleza                        | 3–0           | Nojima Stella Kanagawa Sagamihara |
| 2018 |                                   |               |                                   |